# Férin
Férin ist ein Dorf und eine Gemeinde mit 1.441 Einwohnern (Stand: 1. Januar 2022) im französischen Département Nord in der Region Hauts-de-France. Die Gemeinde gehört zum Arrondissement Douai und zum Kanton Aniche, ihre Einwohner werden Férinois und Férinoises genannt.

## Geographie
Férin liegt etwa vier Kilometer südlich von Douai in der Landschaft Ostrevent am Canal de la Sensée und an der Grenze zum Département Pas-de-Calais. Umgeben wird Férin von den Nachbargemeinden Lambres-lez-Douai im Norden, Sin-le-Noble im Nordosten, Dechy im Osten, Gœulzin im Südosten und Süden, Gouy-sous-Bellonne im Süden und Südwesten, Corbehem im Westen sowie Courchelettes im Nordwesten.

## Bevölkerungsentwicklung
| Jahr                       | 1962 | 1968 | 1975 | 1982 | 1990 | 1999 | 2006 | 2013 | 2020 |
| Einwohner                  | 783  | 834  | 789  | 1318 | 1391 | 1351 | 1338 | 1479 | 1452 |
| Quellen: Cassini und INSEE |      |      |      |      |      |      |      |      |      |

## Sehenswürdigkeiten
- Kirche Saint-Amand, 1922 erbaut

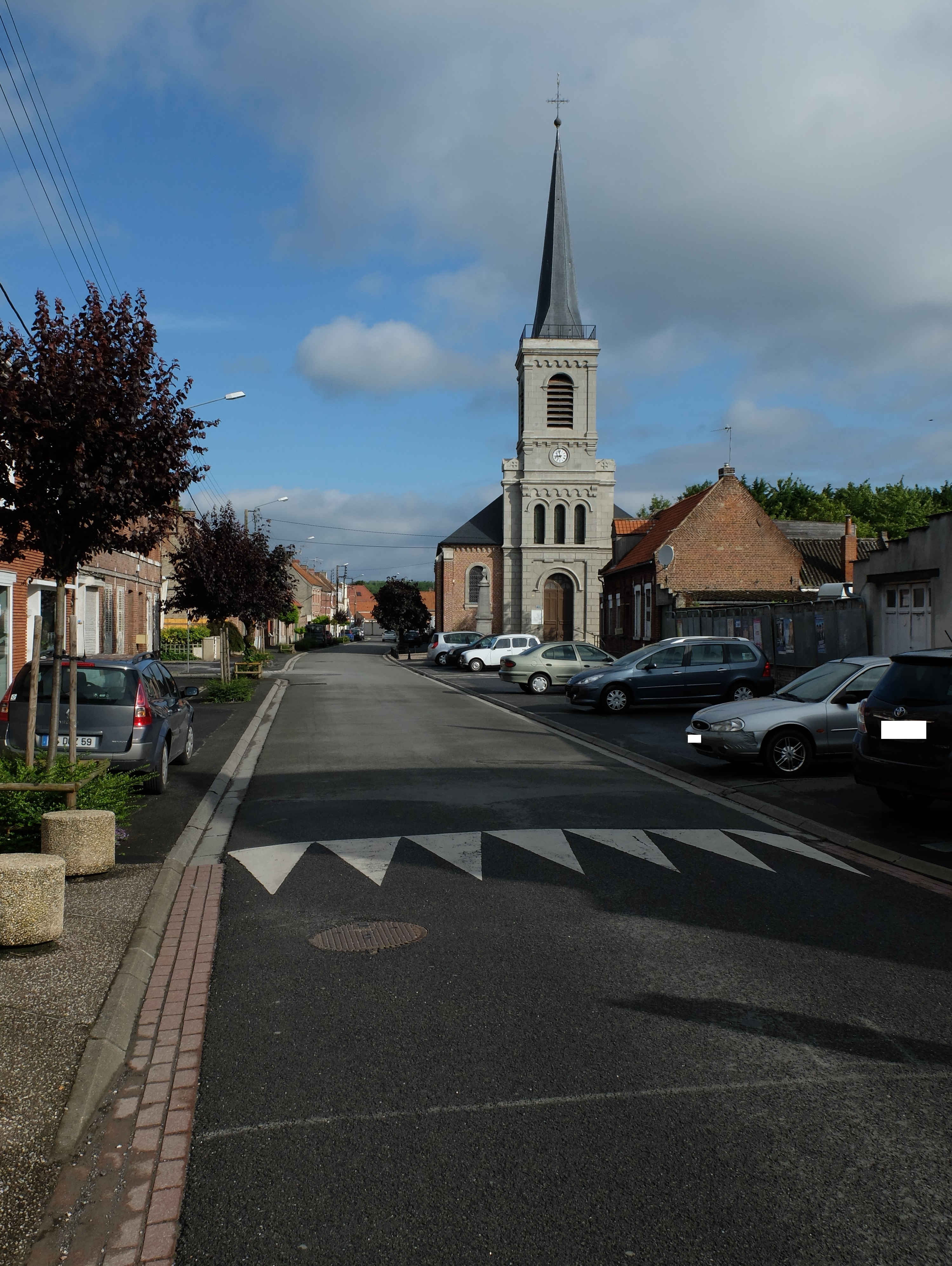
Kirche Saint-Amand

- Archäologische Stätte der gallorömischen Villa Ferinius aus dem 3. Jahrhundert